# Västmanland
Le Västmanland est une des provinces historiques de la Suède. C'est une région agricole située à l'ouest de Stockholm, la capitale de la Suède.

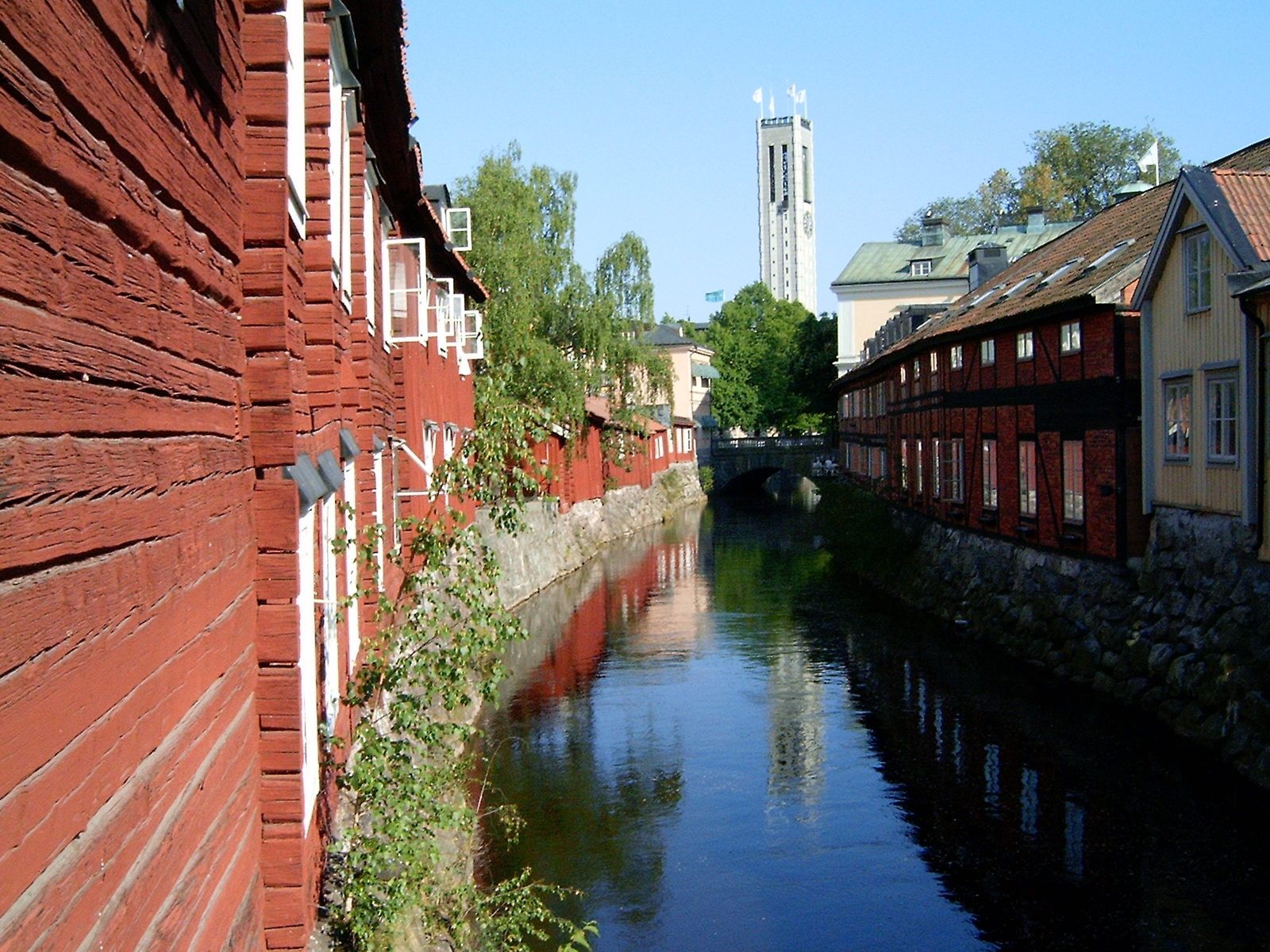
Photographie pittoresque de Västerås, la plus grande ville de Västmanland.